# Еркир Цирани
«Еркир Цирани», или «Страна абрикоса» (арм. Երկիր Ծիրանի) — центристская политическая партия Армении, основанная в марте 2017 года.

## История
«Еркир Цирани» основана 15 марта 2017 года (официально зарегистрирована 7 апреля 2017 года). Основателем и председателем партии стала адвокат и правозащитник, депутат IV, V и VI созывов Национального собрания Армении Заруи Постанджян.
В мае 2017 года партия приняла участие в выборах в Ереванский городской совет, по результатам которых набрала 7,75 % голосов избирателей и, став третьей, делегировала в городской совет 5 своих представителей. На прошедших в сентябре 2018 года досрочных выборах в городской совет Еревана «Еркир Цирани» показала лишь пятый результат среди участвовавших партий и лишилась мест в этом законодательном органе.
Партия никогда не участвовала в общенациональных выборах. В 2018 году «Еркир Цирани» бойкотировала досрочные парламентские выборы в Армении в связи с отсутствием обеспечения избирательного права и подозрением в возможных фальсификациях при подсчёте голосов. Партия не приняла участия и в парламентских выборах 2021 года.
9 ноября 2020 года «Еркир Цирани» подписала совместную декларацию с другими партиями — членами Движения по спасению родины, призывающую премьер-министра Никола Пашиняна уйти в отставку в связи с «неспособностью власти противостоять внутренним и внешним вызовам» во время военных действий в Нагорном Карабахе, переросших в протесты в Армении в 2020—2021 годах.

## Выборы

### Выборы в Ереванский городской совет
| Выборы | Голоса | %    | Кресла  | Позиция |
| ------ | ------ | ---- | ------- | ------- |
| 2017   | 26 107 | 7,75 | 5 из 65 | 3 место |
| 2018   | 5 059  | 1,39 | 0 из 65 | 5 место |

## Идеология
«Еркир Цирани» выступает за развитие сильной и прогрессивной государственности как самой Армении, так и непризнанной НКР, призывая к признанию независимости этого государства. Партия поощряет экономические реформы и репатриацию армян, усиление охраны окружающей среды и соблюдение прав человека.
Во внешней политике партия выступает за европейскую интеграцию Армении.